# 3465 Trevires
3465 Trevires este un asteroid din centura principală, descoperit pe 20 septembrie 1984 de Henri Debehogne.